# Октябрь 2016 года

Список событий октября 2016 года.

## События
- 1 октября
  - Истёк контракт между ICANN и Национальным агентством по телекоммуникациям и информации США, процесс управления инфраструктурой сети Интернет полностью перешел в частный сектор[1].
- 2 октября
  - В Венгрии прошёл референдум по вопросу приёма мигрантов[2].
  - В ходе разгона протестов оромо в Эфиопии возникла массовая давка, в результате которой погибли, по данным оппозиционного Федералистского конгресса оромо, около 100 человек[3].
  - В Ливии в ходе боёв между боевиками ИГ и войсками правительства национального согласия убит голландский журналист[4].
- 3 октября
  - Нобелевская премия по физиологии и медицине присуждена японскому учёному Ёсинори Осуми «за открытие механизмов аутофагии»[5][6].
  - Президентом Эстонской Республики избрана Керсти Кальюлайд[7].
  - Государственный департамент США заявил, что прекращает участие в двухсторонних переговорах с Россией по Сирии[8].
- 4 октября
  - Нобелевская премия по физике присуждена трём американским учёным британского происхождения — Данкану Холдейну, Джону Майклу Костерлицу и Дэйвиду Таулессу — «за теоретические открытия топологической фазы транзитивности и топологической фазы материи»[9].
  - Началась ежегодная «Всемирная неделя космоса» (с 4 по 10 октября)[10].
- 5 октября
  - Нобелевская премия по химии присуждена Жан-Пьеру Соважу (Франция), Джеймсу Стоддарту (США) и Бернарду Феринге (Нидерланды) «за разработку и синтез молекулярных машин»[11].
- 7 октября
  - Нобелевская премия мира присуждена президенту Колумбии Хуану Мануэлю Сантосу «за усилия, направленные на завершение продолжавшейся более 50 лет гражданской войны»[12].
  - Учёные из Национальной лаборатории имени Лоуренса в Беркли опубликовали в журнале Science доклад о том, что им удалось создать самый маленький в истории транзистор с длиной затвора 1 нанометр[13].
  - The Washington Post опубликовала запись 2005 года, на которой Дональд Трамп оскорбительно говорит о женщинах. Ряд высокопоставленных республиканцев отказались поддерживать Трампа на выборах[14].
- 8 октября
  - На парламентских выборах в Грузии большинство голосов набрала Грузинская мечта — Демократическая Грузия, второй по количеству голосов стала партия «Единое национальное движение»[15].
- 9 октября
  - На парламентских выборах в Литве по предварительным данным первое место по общенациональному округу занимает Союз крестьян и зелёных[16].
- 10 октября
  - Нобелевская премия по экономике присуждена Оливеру Харту (США) и Бенгту Хольмстрёму (Финляндия) «за их вклад в теорию контрактов»[17].
  - Премьер-министр РФ Дмитрий Медведев подписал распоряжение правительства, согласно которому госпакет в 50,075 % акций компании Башнефть будет продан компании Роснефть за 329,7 миллиарда рублей. Сама сделка по продаже должна пройти до 14 октября и средства от продажи пакета должны поступить в федеральный бюджет РФ 2016 года[18].

- 11 октября
  - Samsung Electronics Co. объявила о полной остановке производства своего флагмана — Galaxy Note 7 после возобновления жалоб на то, что эта модель смартфонов воспламеняется[19].

- 12 октября
  - Парламент Бурунди принял решение об одностороннем отказе от выполнения условий Римского статута, тем самым прекратив распространение юрисдикции Международного уголовного суда на свою страну[20].
- 13 октября
  - Нобелевская премия по литературе присуждена Бобу Дилану «за создание новых поэтических выражений в великой американской песенной традиции»[21].
  - В возрасте 88 лет умер король Таиланда Пхумипон Адульядет[22].
- 14 октября
  - Грузовой космический корабль Прогресс МС-02 отстыкован от МКС и планово затоплен в Тихом океане[23].
- 16 октября
  - Пилотируемый космический корабль КНР «Шэньчжоу-11» с двумя тайкунавтами на борту успешно запущен и выведен на расчётную орбиту[24].
  - Произошло успешное отделение демонстрационного десантного модуля «Скиапарелли» от орбитального модуля Трейс Гас Орбитер космического зонда «ЭкзоМарс»[25], за три дня до планируемой посадки его на поверхность Марса.
- 17 октября
  - Ракета-носитель Антарес-230 с установленными на первой ступени российскими двигателями РД-181 стартовала со стартовой площадки LP-0A космодрома Уоллопс/MARS и через 9 минут вывела на орбиту Земли направляющийся к МКС грузовой корабль Cygnus CRS OA-5[26].
  - В Омске отменили спектакль «Иисус Христос — суперзвезда» после жалобы активистов общественного движения «Семья, любовь, Отечество»[27].
- 18 октября
  - Произведена стыковка в автоматическом режиме пилотируемого космического корабля «Шэньчжоу-11» и космической лаборатории «Тяньгун-2». Китайские космонавты Цзин Хайпэн и Чэнь Дун перешли в космическую лабораторию[28].
  - На Гавайях стартовал первый кубок мира по гонкам на дронах[29].
- 19 октября
  - C площадки № 31 космодрома Байконур был произведён пуск ракеты-носителя «Союз-ФГ» с транспортным пилотируемым кораблём «Союз МС-02»[30].
  - В России завершено развёртывание военной коммуникационной системы «Закрытый сегмент передачи данных»[31].
  - Спускаемый модуль «Скиапарелли» миссии «Экзомарс» совершил нештатную посадку на поверхность Марса[32]. 21 октября Европейское космическое агентство официально подтвердило гибель модуля «Скиапарелли»[33].
  - Китайские космонавты Цзин Хайпэн и Чэнь Дун перешли из космического корабля «Шэньчжоу-11» в космическую лабораторию «Тяньгун-2», где они будут работать в течение 30 дней[34].
- 20 октября
  - Правительство Южно-Африканской Республики подало заявку на прекращение сотрудничества с Международным уголовным судом[35].
  - Палеонтологи из музея «Век динозавров»[англ.] в австралийском штате Квинсленд опубликовали описание нового вида крупных динозавров Savannasaurus elliottorum[36].
- 21 октября
  - Космический корабль «Союз МС-02» причалил к МКС в автоматическом режиме[37], после чего были открыты люки перехода и экипаж корабля перешёл на борт МКС[38].
  - В штате Теннесси, США, закончено строительство второго реактора на АЭС «Уоттс-Бар». Он стал первым реактором в США, введённым в эксплуатацию в XXI веке[39].
  - Масштабная кибератака на интернет-компанию Dyn замедлила работу множества популярных сайтов таких как Твиттер, PayPal, Spotify, Reddit и многих других как в США, так и в Европе[40].
  - По меньшей мере 53 человека погибли, ещё 300 ранены в результате схода с рельсов поезда в Камеруне[41].
- 22 октября
  - Символом чемпионата мира по футболу 2018 года выбран волк Забивака[42].
  - МИД Беларуси вручил ноту протеста украинской стороне из-за принудительного возврата самолета «Боинг 737-800» (бортовой номер EW-456PA)[43].
- 23 октября
  - Транспортный грузовой корабль «Cygnus CRS OA-5» был пристыкован к МКС при помощи манипулятора Канадарм2[44].
  - Боевики экстремистской организации «Исламское государство» попытались занять город Эр-Рутба в иракской провинции Анбар, через несколько дней после атаки города Киркук[45].
- 26 октября
  - В Москве открывается Общее собрание РАН. На первый день запланирована научная сессия «Генетические ресурсы растений, животных и микроорганизмов на службе человечества». 27 и 28 октября состоятся выборы членов и иностранных членов академии[46].
- 27 октября
  - Представители Великобритании, США, Франции и Украины покинули заседание Совета Безопасности ООН, во время выступления посла Сирии Башара Джаафари с речью о двойных стандартах западных стран в борьбе с международным терроризмом[47].
  - Успешно завершились переговоры между федеральными регионами Бельгии о подписании торгового соглашения между ЕС и Канадой (CETA)[48].
- 28 октября
  - Бывший руководитель Госдепа США Генри Киссинджер избран иностранным членом Российской академии наук[49].
- 29 октября
  - В Исландии прошли досрочные парламентские выборы, анархистская Пиратская партия, возглавляемая Биргиттой Йоунсдоуттир, увеличила своё представительство в альтинге с 3 до 10 мест (из 63)[50].
- 30 октября
  - Парламент Испании утвердил Мариано Рахоя на посту премьер-министра Испании. За него проголосовали Народная партия и представители центристской партии «Граждане». ИСРП воздержалась[51].
  - Транспортный пилотируемый корабль «Союз МС-01», отстыковался от Международной космической станции, экипаж приземлился в спускаемом аппарате[52].
- 31 октября
  - В возрасте 101 года скончался старейший действующий актёр планеты Владимир Михайлович Зельдин[53].
  - Мишель Аун избран президентом Ливана[54].
  - В Турции были выданы ордера на арест сотрудников оппозиционной газеты «Джумхуриет», одновременно были уволены около 10 тысяч государственных служащих по подозрениям в связях с заговорщиками[55].